# Turquía en los Juegos Paralímpicos de Sídney 2000
Turquía estuvo representada en los Juegos Paralímpicos de Sídney 2000 por un deportista masculino. El equipo paralímpico turco no obtuvo ninguna medalla en estos Juegos.